# Ponte Vecchio (Raguse)
Pour les articles homonymes, voir Ponte Vecchio (homonymie).
Le Ponte Vecchio, ou Ponte dei Cappuccini (également appelé Ponte Padre Scopetta), est le plus vieux pont de Raguse, en Sicile. Il traverse la vallée de Santa Domenica reliant le centre historique avec la partie sud de la ville. 

## Histoire
Au début du XIXe siècle, le besoin se fait sentir de rejoindre le quartier de San Giovanni avec la petite ville qui se développe de l'autre côté de la  vallée de Santa Domenica, autour du monastère capucin. C'est le  père Gianbattista Occhipinti Scopetta  de la famille Occhipinti homonyme avec le surnom de « Scopetta », surnom bien connu dans la région de Raguse, qui  promeut les travaux lesquels commencent en 1837 et se terminent en 1843. Carrossable jusqu'aux années 1980, il est restauré  en  1992, repavé en pierre locale. Il est actuellement utilisé uniquement pour les piétons car les véhicules à moteur y sont interdits.

## Architecture
Le tablier du pont est composé de deux ordres d'arcs de maçonnerie ronds (4 sur l'ordre inférieur et 10 sur celui du haut). La chaussée mesure environ 3,5 mètres de large et ne laisse passer qu'un seul véhicule à la fois. 

## Galerie d'images

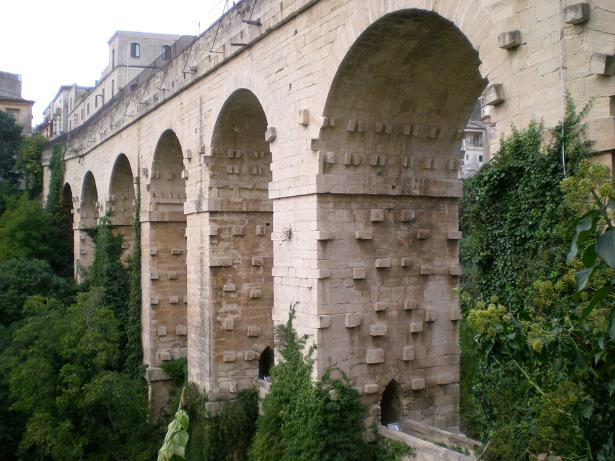
Détail du Ponte Vecchio.
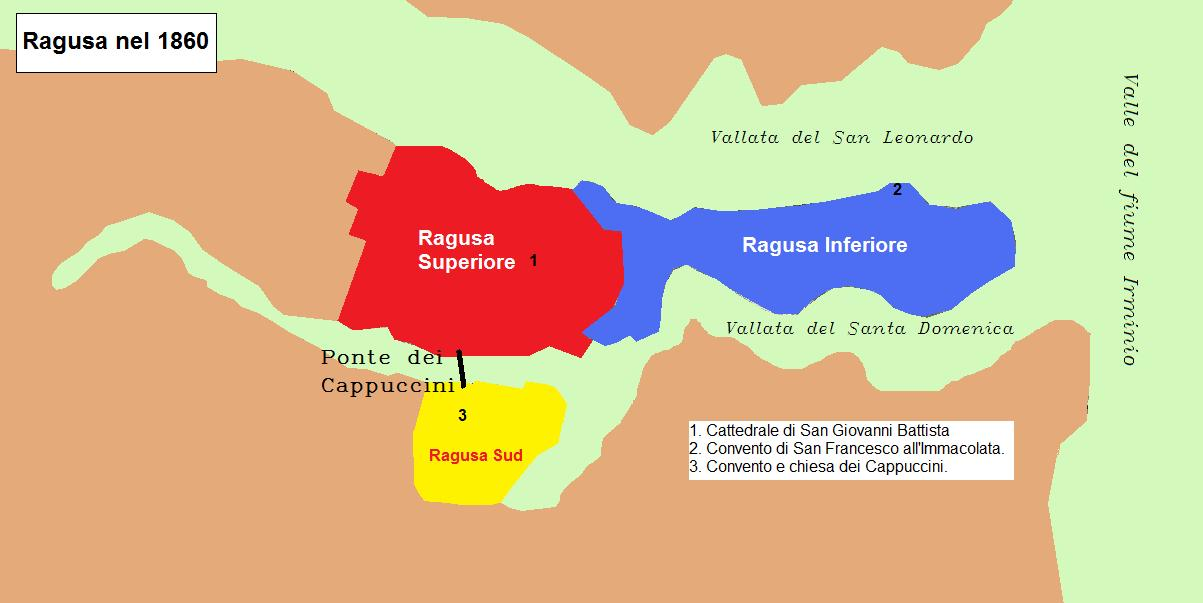
Carte de Raguse en 1860, avec le Ponte Vecchio.

## Articles associés
- Ponte Nuovo (Raguse)
- Pont du Pape Jean XXIII